# Pandémie de Covid-19 en Indonésie
La pandémie de Covid-19 s'est propagée en Indonésie à partir du 2 mars 2020, lorsqu'un professeur de danse et sa mère ont été infectés par un ressortissant japonais,. Le 9 avril, la pandémie s'est propagée à toutes les provinces d'Indonésie après que Gorontalo a confirmé son premier cas, Jakarta, Java occidental et Java oriental étant les provinces les plus touchées.
À la date du 14 mai 2022, le bilan est de 156 453 morts.

## Chronologie
Le 2 mars 2020, le président indonésien Joko Widodo a annoncé les premiers cas de coronavirus dans le pays : un professeur de danse et sa mère à Depok, dans l'ouest de Java. Tous les deux avaient organisé un cours de danse dans un restaurant à Kemang (en) le 14 février, auquel plus d'une douzaine de personnes ont assisté. L'un d'entre eux était un Japonais, qui a ensuite été testé positif au coronavirus en Malaisie. Lorsque la Malaisie a signalé le cas, le gouvernement indonésien a commencé à rechercher toute personne ayant eu des contacts étroits avec les Japonais et les Indonésiens infectés,.
Le foyer de contagion a été initialement identifié comme le « cluster de Jakarta » ou le « cluster de cours de danse »,, en raison de la localisation de l'infection. Depuis lors, les cas confirmés de Covid-19 en Indonésie ont commencé à augmenter lentement. Le 8 mars, six personnes ayant participé au cours de danse étaient infectées par le coronavirus, dont un cas d'Indonésien rapatrié du Diamond Princess. Plusieurs cas de coronavirus dans Java  ouest et à Jakarta ont été identifiés comme ayant un lien avec le cluster.
Les cas positifs confirmés pour la première fois en mars ne sont pas les premiers Indonésiens à avoir été infectés par le virus du SARS-CoV-2. En janvier, une femme de chambre indonésienne à Singapour a contracté le virus auprès de son employeur.
Un homme de Helmond, aux Pays-Bas, a été confirmé comme étant le premier patient Covid-19 en Indonésie lorsqu'il y est tombé malade à la mi-janvier. Il a été soigné dans trois hôpitaux alors qu'il se trouvait à Java Est en janvier 2020. Cette nouvelle a été controversée car beaucoup de gens ont cru qu'il s'agissait d'une allégation.
Le premier décès confirmé de coronavirus dans le pays s'est produit le 11 mars 2020. Cependant, l'un des employés de Telkom est décédé le 3 mars après avoir été testé positif au Covid-19 le 14 mars et avoir également infecté sa femme et son enfant,.
Une fillette de 11 ans décédée à l'hôpital Slamet Martodirdjo de Pamekasan, sur l'île de Madura, à Java Est, le 20 mars, a été confirmée comme étant la plus jeune victime de Covid-19 du pays. Le 17 mars 2020, un nourrisson de 11 mois est décédé à RSUD Bahteramas, Kendari et son statut était patient sous surveillance.
À partir de la fin juillet, Bali rouvre ses plages, ses temples et autres attractions aux visiteurs indonésiens. Cependant, les autorités locales annoncent leur intention d'autoriser les touristes à partir du 11 septembre. Les plans sont ensuite abandonnés en raison du manque d'amélioration de la pandémie de coronavirus, où le rééchelonnement n'a pas permis aux touristes étrangers de se rendre à Bali avant la fin de 2020.
Le Front des défenseurs de l'islam s'est érigé en « résistance » à la politique gouvernementale de lutte contre l’épidémie. L'organisation extrémiste a organisé en novembre 2020 un rassemblement avec plusieurs milliers de personnes ne portant pas de masques et ignorant les gestes barrières. Le chef de l'organisation est convoqué en décembre par la police après avoir à nouveau violé les règles de protection contre le Covid-19 en invitant une dizaine de milliers de personnes au mariage de sa fille.
La campagne de vaccination a été lancée le 13 janvier 2021. Ce jour-là, le président Joko Widodo se fait vacciner avec le vaccin chinois de Sinovac, en pleine visite du ministre des Affaires étrangères chinois Wang Yi.
Le pays connait une nouvelle flambée épidémique à l'été 2021.

## Statistiques

Nombre de cas en Indonésie depuis le début de l'épidémie.

Nombre de morts en Indonésie depuis le début de l'épidémie.